# 盐市口街道
盐市口街道，是中华人民共和国四川省成都市锦江区曾经下辖的一个街道。
2019年12月25日，成都市人民政府批复同意撤销督院街街道、盐市口街道，将原督院街街道和原盐市口街道所属行政区域划归春熙路街道管辖。

## 行政区划
盐市口街道下辖以下地区：
学道街社区和青年路社区。